# Груберт, Тамара Эдгаровна
Тамара Эдгаровна Груберт (2 мая 1902, Вильно, Виленская губерния — 21 июня 1996, Москва) — русский театровед, хранитель фондов Театрального музея имени А. А. Бахрушина.

## Биография
Родилась в городе Вильно (ныне Вильнюс, Литва) в семье начальника военного госпиталя. Отец, Эдгар Робертович Груберт (1850—1904), остзейский немец из дворянской семьи (Лифляндской губернии), окончил Военно-медицинскую академию в Санкт-Петербурге, хирург. Мать, Мария Ивановна Груберт, урождённая Олейниченко, из дворян, уроженка города Белая церковь Киевской губернии, окончила курсы медицинских сестёр в Киеве. Пара венчалась в Житомире в 1898 году.
После преждевременной смерти супруга М. И. Груберт с двумя детьми, старшим Игорем и младшей Тамарой, переехала в Москву. Тамара училась здесь в Екатерининском институте благородных девиц. В 1914 году М. И. Груберт пошла на фронт сестрой милосердия, служила до 1917 года.
После революции 1917 года Т. Э. проживала в имении под Сергиевым Посадом, превращённом в санаторий, где работала её мать. Здесь Т. Э. встретилась с Владимиром Луговским, начинающим поэтом. Луговской Владимир Александрович бывал в соседней усадьбе Розановка, превращённой в интернат, основанный его отцом, известным педагогом, Луговским Александром Фёдоровичем (1875—1925).
Т. Э. вышла замуж за Луговского в середине 1920-х годов; пара поселилась в Москве. В 1930 году у них родилась дочь, Мария (Седова  Мария Владимировна, урождённая Луговская-Груберт, 18.10.1930 — 23.09.2004). В 1936/1937 году брак распался.
В 1933—1935 годах работала в Управлении строительства Дворца техники в Москве. В это же время училась в ИФЛИ в Москве.
В конце 1930-х годов Т. Э. начала работать в Государственном Театральном музее имени А. А. Бахрушина (театральный музей имени А. А. Бахрушина), расположенном в особняке на улице Бахрушина (в то время Лужниковской) в Замоскворечье. Она хранила фонд театральных декораций (Отдел декорационно-изобразительных материалов); после войны какое-то время была главным хранителем музея.
Умерла 21 июня 1996 года, похоронена на Новом Донском кладбище в Москве.

## Посвящения стихов
В первой книге стихов Луговского, «Сполохи» (М.: Узел, 1926), Т. Э. Груберт посвящено стихотворение «Астроном» (С. 29):
Ты осторожно закуталась сном,
А мне неуютно и муторно как-то:
Я знаю, что в Пулкове астроном
Вращает могучий безмолвный рефрактор.
Хватает планет голубые тела
И шарит в пространстве забытые звезды;
И тридцать два дюйма слепого стекла
Пронзают земной, отстоявшийся воздух.
А мир на предельных путях огня
Несется к созвездию Геркулеса;
И ночь нестерпимо терзает меня,
Как сцена расстрела в халтурной пьесе.
И память (но разве забвенье порок?),
И сила (но сила на редкость безвольна),
И вера (но я не азартный игрок)
Идут, как забойщики в черную штольню.
И глухо копаются в грузных пластах,
Следя за киркой и сигналом контрольным.
А совесть? — но совесть моя пуста
И ночь на исходе. Довольно!
Вторая книга стихов Луговского, «Мускул» (М.: Федерация, 1929) вся была посвящена Т. Э. Груберт. Отдельно посвящено («Т. Э.Г.») стихотворение «Одиссея» (С. 95-96):
Мы шли в Балаклаву на шлюпке весельной.
Мохнатые звезды над небом висели,
Лохматая пена вилась у бортов.
Везя в Балаклаву ахейскую славу,
Командовал веслами рыжий браток.
Мы потные спины, натужась, качали
У черных трахитов, под гнездами чаек.
Торжественный сумрак на плечи надев,
Мы длинные весла несли по воде.
Отвалка на банке. Плечо на изморе,
Уключины кличат Посейдновых коней,
И вот полыхает гремучее море
Зеленою россыпью мертвых огней.
Не пели ни «Волгу» ни «Моряка»,
Струнами жил пела река.
Она приказала плыть и плыть,
С берега дула тугая теплынь.
Мы шли в Балаклаву путем Одиссея,
Двенадцатью веслами яхонты сея.
Двенадцатью веслами руша волну,
А по небу мчался, с нами под пару,
Из млечных туманностей вздыбленный парус
В еще не открытую греком страну.
Мы шли в Балаклаву за Одиссеем,
До пояса голый сортивный сброд, -
Москвич, ленинградцы и одесситы,
И рыжий вожак развернул поворот.
Он вырос, обрызганный фосфорным звоном,
Он правил, как тысячи лет назад,
В глубокое горло страны Лестригонов,
В будущий день, в золотой азарт.
И густо дыша кипарисным настоем,
Черный пароход, развалясь, открыл
Нами завоеванные санатории,
Вновь завоеванный нами Крым.
С большой вероятностью стихотворение-посвящение третьей книги стихов Луговского, «Страдания моих друзей» (М.: Федерация, 1930) обращено к Т. Э. (С. 5):
Судить меня будет время и ты,
Одетая в куртку ночной темноты,
В калоши дождя проливного.
Ты вечно спешишь — я не знаю куда -
На курсы, на вечер, — и даже года
С тобою идут не в ногу.
1929
Есть основания полагать, что стихотворение «Сивым дождём на мои виски…» из сборника стихов Луговского «Каспийское море» (М.: Художественная литература, 1936. С. 15-18) также обращено к Т. Э.
Старшему брату Т. Э., Игорю Эдгаровичу Груберту (1899—1944), участнику Гражданской войны, посвящено стихотворение «Игорь» 1938 года: В. А. Луговской. Избранное. М.: Советский писатель, 1949. С. 19.